# أسوأفياخيم

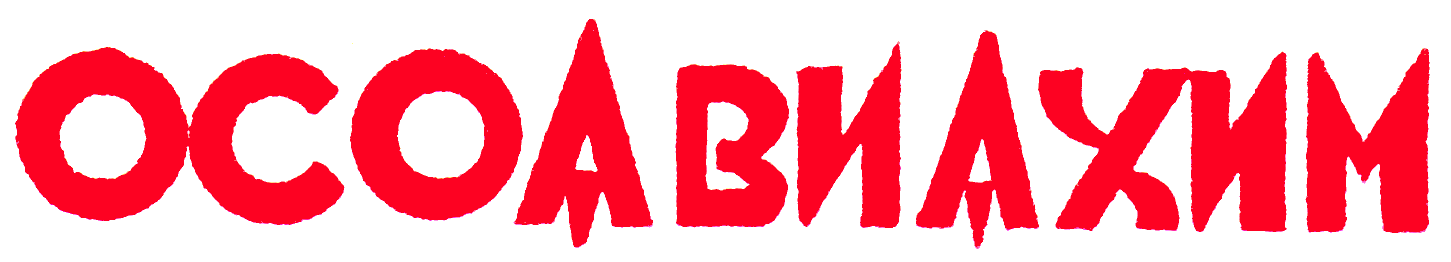
التسمية بالحروف الروسية

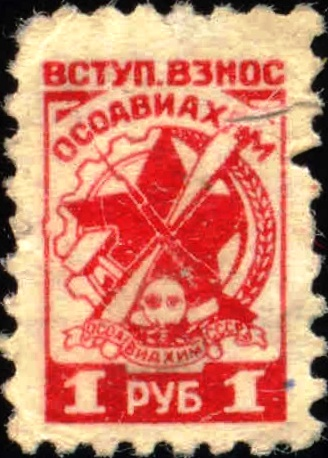
طابع بريدي يحمل شعار جمعية أسُوأفياخيم

أُسُوأفْياخِيم (وتنطق: أسُو-أفيا-خِيم) (بالروسية: ОСОАВИАХИМ) وهي تسمية مختصرة لمنظمة جماهيرية سوفيتية سابقة هي ـ Общество содействия обороне, авиационному и химическому строительству، وتنطق التسمية كاملة «Obschtschestwo sodeistwija oboronje, awiazionnomu i chimitscheskomu stroitelstwu»، واختصارها بالحروف اللاتينبة «OSSOAWIACHIM»، وهي جمعية النهوض بالدفاع والطيران والكيمياء في الاتحاد السوفيتي سابقًا، كان يتم فيها تدريب الملتحقين الجدد بالقوات الجوية السوفيتية.

## خلفية تاريخية
تأسست الجمعية في 23 يناير 1927 من خلال دمج "جمعية العلوم العسكرية" و"جمعية أصدقاء الأسطول الجوي" و"جمعية أصدقاء الدفاع الكيميائي والصناعات الكيماوية". كانت الجمعيتين الأخيرتين قد شكلتا قبل الاندماج بعامين جمعية أفياخيم AWIACHIM، وقبلهما كانت توجد "جمعية أصدقاء الأسطول الجوي" (ODWF)، منذ 8 مارس 1923. كان من ضمن مجلس إدارة جمعية أسُوأفياخيم عسكريون كبار مثل سيميون بوديوني وكليمنت فوروشيلوف.
في عام 1931، صدرت الأوامر بأن تقوم الجمعية، بالتعاون مع منظمة كمسومول، بتدريب 150.000 طيار جديد.
في نفس العام، تم في إطار الجمعية، دمج مجموعتي موسغيرد MosGIRD ولينغيرد LenGird معًا لتشكلان مجموعة جديدة سُميت مجموعة دراسة الحركة التفاعلية (غيرد GIRD)، والتي حددت لنفسها هدفًا لاستكشاف الاستراتوسفير وهو الغلاف الجوي الأعلى، بمساعدة الصواريخ. في عام 1933، أطلقت مجموعة غيرد صواريخ غيرد-9 GIRD-09 وغيرد-إكس GIRD-X والتي تعمل بالوقود السائل. كما تم إنشاء قاعدة منطاد جوي مركزية.
كما شغَّلت جمعية أسوأفياخيم أيضًا مجموعة خاصة بها في موسكو لتصميم الطائرات برئاسة فلاديسلاف جريبوفسكي. في الثلاثينيات من القرن الماضي، طورت هذه المجموعة 17 نوعًا من الطائرات الشراعية و 14 نوعًا من الطائرات التي تعمل بالمحركات، وكان بعضها يحمل إسم جريبوفسكي ومنها جريبوفسكي جي-15، جريبوفسكي جي-20، جريبوفسكي جي-21، جريبوفسكي جي-23، جريبوفسكي جي-27 (طالع: شفيتسوف إم-11)، كما كانت نوادي الطيران التابعة لجمعية أسُوأفياخيم تستخدم أيضًا طائرات جروشيو جي إن 7 Groschew GN-7 .
في بداية الحرب ضد الاتحاد السوفيتي، جندت جمعية أسُوأفياخيم بصورة عاجلة حوالي 400.000 من الطيارين ومهندسي الطائرات والملاحين والمظليين، كان الاتحاد السوفيتي في أمس الحاجة إليهم. أثناء فترة الحرب، تولت الجمعية أيضًا إزالة أضرار الحرب في المناطق النائية، وإزالة المنشآت الفنية والتكنولوجية المدمَّرة وتطهير حقول الألغام.
في عام 1948 حُلَّت الجمعية وحلت محلها في عام 1951 الجمعية الطوعية لدعم الجيش والقوات الجوية والأسطول البحري (بالروسية:russisch Добровольное общество содействия армии, авиации и флоту) وعُرفت اختصارًا بـ دوساف DOSAAF، وهي جمعية مماثلة لجمعية الرياضة والتكنولوجيا DST في جمهورية ألمانيا الديمقراطية.

## طالع أيضًا
- عملية أسوأفياخيم